# Forêt classée de Divo
La Forêt classée de Divo est une réserve forestière située dans le département de Divo, dans la région du Gôh-Djiboua en Côte d'Ivoire. Elle s'étend sur une superficie de 2000 hectares.

## Historique
Initialement appelée réserve de Divo, cette réserve est classée par un arrêté le 3 septembre 1928. Ses limites sont modifiées par un arrêté du 20 décembre 1932. Elle apparaît, en 1978 dans la liste des forêts classées du domaine forestier de l'Etat de Côte d'Ivoire avec une superficie de 7350 hectares.
En 2021, un décret fixe le cadre général de la gestion des forêts classées du domaine forestier privé de l'Etat, éligible au régime de la concession. Parmi ces forêts classées  figure celle de Divo, avec une superficie de 2000 hectares. L'Etat permet que la forêt classée soit exploitée pour une durée déterminée sous conditions.

## Description
La forêt classée de Divo s'étend sur une superficie de 2000 hectares et se localise dans le département de Divo près du village de Datta, dans le sud-ouest de la Côte d'Ivoire. Cette forêt est inscrite dans le patrimoine forestier ivoirien. Le relief est principalement plat, légèrement ondulé, traversé de quelques cours d’eaux saisonniers qui alimentent les sous-bois et assurent une certaine humidité à la zone, favorable à la croissance d’une végétation dense.

### Dégradation
Depuis quelques années, elle subit une déforestation massive. Cela est principalement dûe à l'exploitation agricole par les paysans, notamment la culture de cacao et d’hévéa, aux prélèvements illicites de bois, aux feux de brousse et à l’extension de l’habitat humain.